# Université l'Aurore
Pour les articles homonymes, voir Aurora University.
L'université l'Aurore (en chinois : 震旦大學 Zhendan Daxue, en anglais : Aurora University) était une institution universitaire catholique située à Shanghai, en Chine. Fondée en 1903 par le jésuite chinois Joseph Ma Xiangbo et des confrères français. Elle fut en activité jusqu'en 1952. Elle se trouvait avenue Dubail, aujourd'hui Chongqing Lu.

## Historique

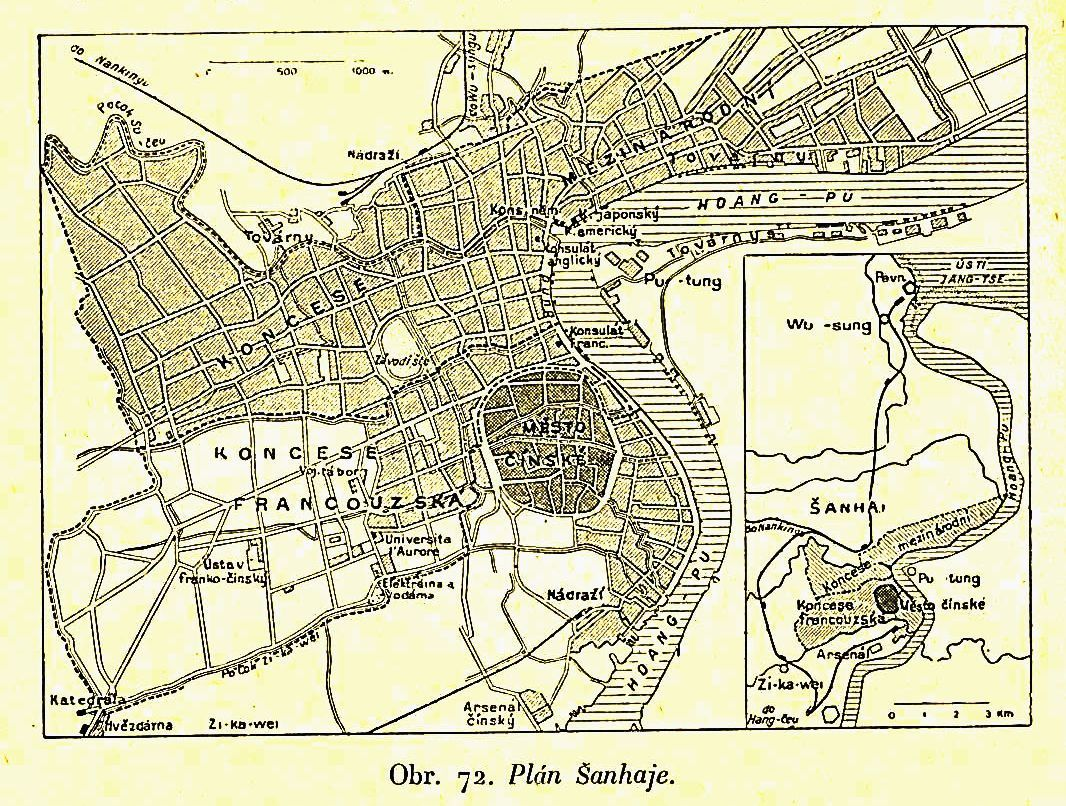
Carte tchèque de la concession française de Shanghai avec l'université au sud.

L'université l'Aurore est créée en 1903 par les jésuites français et le père Joseph Ma Xiangbo. La France voulait fonder un établissement franco-chinois dès les années 1880 afin de former des interprètes-traducteurs. Elle va donc concrétiser cette ambition grâce à l'action des diplomates français et de la Compagnie de Jésus qui dirigeait déjà le collège de garçons Saint-Ignace à Shanghai dans le quartier de Zi-Ka-Wei. Cependant les fonds manquent et ce n'est qu'en 1898, lorsque Ma Xiangbo retourne d'Europe, où il avait été envoyé par le vice-roi Li Hongzhang, que la situation s'éclaircit. Ma Xiangbo, formé par les jésuites en Europe, souhaite participer au projet, et ambitionne une université de même niveau qu'en Occident. 
Les missionnaires français de Tou-Se-We et du collège Saint-Ignace (actuellement dans le district de Xuhui) lui fournissent un local dans l'ancien observatoire astronomique de Zi-Ka-Wei et l'université ouvre avec vingt-quatre étudiants le 27 février 1903, le père François Perrin est sous-directeur, aidé de deux étudiants jésuites (scolastiques). Il y a quatre départements: littérature (avec latin obligatoire), philosophie, sciences naturelles et mathématiques. L'université accueille 135 élèves en 1905. L'enseignement se fait en français et en anglais.
Cependant, Ma Xiangbo est en désaccord avec ses confrères jésuites (notamment avec François Perrin) à propos du mode de recrutement, du financement et de l'orientation des études. Il quitte 'Aurore' et part fonder en 1905 une autre université, l'université catholique de Fudan, qui déménage ensuite à Pékin et devient l'université de Furen. Les pères jésuites réintroduisent l'usage du français qui avait été négligé au profit de l'anglais et en l'intégrant au système des examens chinois, l'université reçoit, en septembre 1905, l'approbation de la dynastie. Elle est dirigée par le P. Laurent Li, sj, aidé de M. Tsang, lettré de la ville. Il y a 242 élèves en 1908 et l'université est obligée de déménager en 1908 dans un domaine plus vaste qui se trouve cette fois avenue Dubail, dans la concession française de Shanghai. Les autorités de la République française la reconnaissent en 1912.
Désormais, l'enseignement est organisé avec un niveau préparatoire (équivalent à l'enseignement secondaire) qui prépare au baccalauréat, et un niveau supérieur divisé en trois départements: lettres-droit, médecine et génie civil, dont les diplômes sont reconnus aussi bien en France qu'en Chine, pour toutes les promotions durant la période où la concession française était sous le contrôle des autorités françaises. On y étudie aussi bien les langues, que la géographie, le droit international, la médecine, la physique-chimie, la sociologie, l'histoire de l'art, etc. et les matières sus-mentionnées.  
Les diplômes obtenus après le 30 juillet 1943 (date à laquelle le Consul Général Roland de la Margerie remet les clefs de la Concession Française à la Mairie de Shanghai), ne sont plus reconnus par la France bien que les professeurs et le programme restent les mêmes. En particulier, les médecins qui ont obtenu leur doctorat après cette date sont considérés en France comme médecins étrangers. Ils sont alors interdits d'exercer et doivent refaire toutes leurs études en commençant à partir du Baccalauréat de 1ère, les années passées sous autorité française dans l'Université l'Aurore n'étant pas retenues.  
Le domaine était vaste, avec plusieurs bâtiments, des terrains de sport, des salles d'études, des amphithéâtres, un bâtiment pour le logement des étudiants, des logements de professeurs, une grande faculté de droit, de lettres et de sciences, une faculté de physique-chimie et de génie civil, le tout jouxtant l'hôpital universitaire Sainte-Marie. Il y a 290 étudiants dans la faculté de médecine de l'université en 1947. 
Les jésuites sont expulsés après la révolution communiste de 1949. En 1952, l'université l'Aurore devient une partie de l'École normale supérieure de l'Est de la Chine et l'université Fudan.

## Listes des directeurs
- 1915-1923 : Henry (姚缵唐)
- 1923-1927 : Seellier (帅理蔼)
- 1927-1931 : Lefelvre (桑黻翰)
- 1931-1946 : Germain (才尔孟)
- 1946-1952 : Dumas (茅若虚)